# Kadoorie Farm and Botanic Garden
Kadoorie Farm and Botanic Garden (kinesiska: 嘉道理農場暨植物園) är en park i Hongkong (Kina).   Den ligger i distriktet Tai Po, i den norra delen av Hongkong. Kadoorie Farm and Botanic Garden ligger 164 meter över havet.
Terrängen runt Kadoorie Farm and Botanic Garden är kuperad. Runt Kadoorie Farm and Botanic Garden är det mycket tätbefolkat, med 10 000 invånare per kvadratkilometer. Centrala Hongkong ligger 16,9 km söder om Kadoorie Farm and Botanic Garden. Runt Kadoorie Farm and Botanic Garden är det i huvudsak tätbebyggt.